# Massacre da eleição de 1874

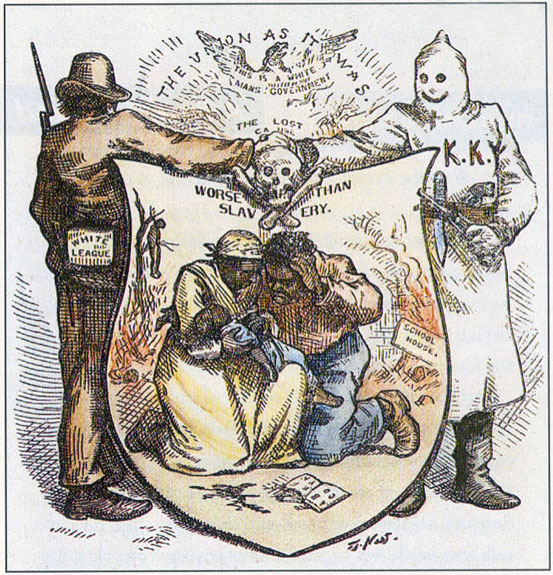
Aliança entre a Liga Branca e a Ku Klux Klan, ilustração, por Thomas Nast, em Harper's Weekly, 24 de outubro de 1874

O Massacre da Eleição de 1874, também chamado golpe de 1874, ocorreu em 3 de novembro de 1874, dia da eleição para governador e membros do Legislativo do Alabama, perto de Eufaula, no condado de Barbour. Os libertos constituíam a maioria da população e tendiam a votar em candidatos republicanos para o cargo, enquanto a Liga Branca do Alabama, um grupo paramilitar, apoiava a iniciativa do Partido Democrata de recuperar o poder político conservador no condado e no estado. Membros da Liga  usaram armas de fogo para emboscar os republicanos negros nas urnas e afinal impedir a realização  da eleição.
Em Eufaula, membros da Liga Branca mataram 15 a 40 eleitores negros, feriram outros 70 e expulsavam mais de 1.000 negros desarmados da fila das urnas. Ao atacar o local de votação, em Spring Hill, a Liga Branca efetivamente sequestrou as eleições, alterando seu resultado definitivamente, e conseguiu retirar todos os republicanos de suas funções, de modo que os candidatos democratas assumiram a maioria dos cargos.

## Antecedentes
A Liga Branca foi formada em 1874 como um grupo paramilitar democrata branco na Grant Parish e paróquias próximas  no Rio Vermelho do Sul, na Louisiana. A Liga foi fundada por membros da milícia branca que cometeram o Massacre de Colfax na Louisiana, em 1873, matando numerosos eleitores negros para enfim expulsar os republicanos de cargos paroquiais, na disputada eleição governamental de 1872. Historiadores, a exemplo de George Rabe, consideram a Liga Branca, os Camisas Vermelhas e grupos assemelhados como a braço militar do Partido Democrata daquela época. Seus membros trabalharam abertamente para interromper as reuniões republicanas, além de atacar e intimidar eleitores, visando suprimir o voto dos negros. Diferentemente da  Ku Klux Klan, que operava secretamente, esses grupos paramilitares buscavam a atenção da imprensa. Ambos contribuíram para a retomada do controle dos democratas nas legislaturas estaduais, no final da década de 1870. Os Camisas Vermelhas ainda estavam ativos na década de 1890 e foram implicados na Insurreição de Wilmington de 1898, na Carolina do Norte.

## Eventos
No dia da eleição, 3 de novembro de 1874, os membros da Liga Branca no Alabama repetiram as ações perpetradas no início daquele ano em Vicksburg (Mississippi). Eles invadiram Eufaula e, com armas de fogo, emboscaram os eleitores republicanos negros desarmados, enquanto estes marchavam pela Broad Street, matando de 15 a 40 deles, ferindo pelo menos mais 70 e expulsando mais de 1.000 das urnas. Na comunidade vizinha de Spring Hill, também situada no Condado de Barbour, os paramilitares invadiram o local de votação, destruindo as urnas e matando um jovem de 16 anos, filho  de um juiz republicano branco.
A Liga Branca se recusou a contar os votos republicanos. Os eleitores republicanos refletiam a maioria negra no condado. Eles superaram os eleitores democratas por uma margem de mais de dois para um. Mas a Liga declarou os candidatos democratas vitoriosos, forçou os políticos republicanos a deixarem seus cargo e confiscou todos os cargos do condado de Barbour, em uma espécie de golpe de estado. Essas ações se repetiram em outras partes do Sul, durante a década de 1870, à medida que os democratas buscavam reconquistar o domínio político em estados de maioria negra e com numerosas autoridades republicanas. No condado de Barbour, os democratas leiloaram como "escravos" (por um custo máximo de USD 2 por mês) ou silenciaram todas as testemunhas republicanas dos eventos, que foram coagidas a não testemunhar sobre o golpe, se o caso fosse para o tribunal federal. Por fim, os desordeiros se apresentaram a um grande júri, que culpou os republicanos negros "militantes" pela atmosfera tensa em Eufaula.

## Legado
Devido à violência e à ameaça da Liga Branca, os eleitores negros começaram a se afastar das urnas, no condado de Barbour. Eles não conseguiam mais votos suficientes para manter a maioria dos detentores de cargos republicanos. Diversos outras autoridades negras também foram removidas de seus cargos, como o xerife Crosby.
Em 1875, os democratas do Mississippi também usaram a intimidação generalizada para controlar as eleições locais, inclusive com uma série de proibições da posse de armas e cachorros para a população negra. Essa violência foi adotada por diversas repartições da Liga Branca em outras cidades e condados. Os democratas recuperaram o controle do Alabama e de outras legislaturas estaduais. A era da Reconstrução  terminou com a retirada das tropas federais, como parte de um compromisso para eleger Rutherford B. Hayes, em 1876, e a consolidação da segregação na região.
O historiador Dan T. Carter conclui que "o triunfo da supremacia branca teve um grande custo, não apenas para o Partido Republicano derrotado, mas para os processos de governo. A violência, já endêmica na sociedade sulista, tornou-se institucionalizada, e os líderes comunitários transformaram a corrupção deliberada e a manipulação das eleições em uma virtude patriótica".
```
As taxas eleitorais e os testes de alfabetização também privaram dezenas de milhares de brancos pobres no Alabama. Embora a legislatura democrata tenha prometido que os brancos não seriam afetados pelas novas medidas, os políticos queriam impedir que os brancos pobres se aliassem aos negros em coalizões populistas-republicanas.[12] Com a privação de direitos conseguida, a legislatura aprovou leis que impunham a segregação racial e outros elementos de Jim Crow, um sistema que durou até a década de 1960. Naquela época, as conquistas do Movimento dos Direitos Civis levaram à aprovação pelo Congresso de uma legislação, em meados da década de 1960, que proibia a segregação e começava a fazer valer os direitos constitucionais das minorias ao sufrágio e à proteção igual perante a lei.
```

Em 1901, a legislatura estadual dominada pelos democratas no Alabama, assim como em outros estados do sul, seguiu o exemplo do Mississippi para acabar com a violência relacionada às eleições, aprovando uma nova constituição que efetivamente privou a maioria dos negros de direitos por meio de medidas como, por meio de medidas tais como a cobrança de taxas de votação, testes de alfabetização, cláusulas de avô e primárias brancas. A cobrança de taxas de votação e os testes de alfabetização também privaram dezenas de milhares de brancos pobres no Alabama do direito ao voto. Embora a legislatura democrata tivesse prometido que os brancos não seriam afetados pelas novas medidas, os políticos quiseram impedir que os brancos pobres se aliassem aos negros, em coalizões republicano-populistas. Depois de conseguir privar a população de exercer seu direito de votar, a legislatura aprovou leis impondo a segregação racial e outros dispositivos  das leis Jim Crow - um sistema que durou até os anos 1960. Somente em meados da década de 1960, as conquistas do Movimento dos Direitos Civis levaram à aprovação, pelo Congresso, de uma legislação  que proibia a segregação, e começou a fazer valer os direitos constitucionais das minorias ao sufrágio e à proteção igual perante a lei.